# Jelte Wicherts
Jelte Michiel Wicherts (ur. 13 września 1976 w Amersfoort) – holenderski psycholog, profesor Tilburg University. Zajmuje się metodologią i statystyką, oraz psychometrią inteligencji. Współprowadzi uniwersytecki ośrodek Meta-Research Center, promujący otwartą naukę i poświęcony pracy nad metodami wykrywania błędów i oszustw naukowych.

## Życiorys

### Wykształcenie
Uzyskał tytuł magistra (2002, cum laude) i doktora (2007, cum laude) metod psychologicznych na Uniwersytecie Amsterdamskim, broniąc dysertację Group differences in intelligence test performance pod kierunkiem Conora Dolana.
W trakcie studiów, zainspirowany m.in. publikacją Johna Ioannidisa z 2005 o złej wartości predykcyjnej nauki, zaczął zajmować się problemem jakości i kryzysu replikacji nauki, skupiając się na znanej sobie dziedzinie, psychologii. Jedno z badań, jakie przeprowadził, miało polegać na odtworzeniu analiz badań opublikowanych w czasopismach naukowych. Wbrew zasadom wybranych periodyków, 73% autorów nie udostępniło mu jednak potrzebnych do tego surowych danych.

### Praca
Między 2007–2012 pracował na Uniwersytecie Amsterdamskim, od 2012 jest profesorem Uniwersytetu w Tilburgu. Jest członkiem prowadzonego przez Ioannidisa Meta-Research Innovation Center w Stanford, i współzałożycielem Meta-Research Center w Tilburgu, razem z Marcelem van Assenem, który brał udział w ujawnieniu oszustw naukowych Diederika Stapela.
Napisał szereg prac w swoim oryginalnym obszarze badawczym – psychometrii. Krytycznie ocenił metody stosowane do wykazywania różnic międzygrupowych w inteligencji, wskazując m.in. na brak równoważności pomiaru tych narzędzi. Wykonał szersze metaanalizy oszacowań tzw. „narodowego IQ” krajów afrykańskich wg Lynna i Vanhanena, uzyskując znacznie wyższe wyniki niż ci autorzy, nawet przy stosowaniu ich metodologii. Jest też współautorem metaanalizy i próby replikacji badań nad zagrożeniem stereotypem, które nie potwierdziły występowania tego zjawiska w kontekście nauki matematyki u holenderskich uczennic.
W ramach MRC bierze udział w prowadzonym przez Michèle Nuijten projekcie statcheck, który rozwija wolny pakiet języka R służący do automatycznego wykrywania błędów statystycznych w publikacjach naukowych. Zespół użył tego narzędzia do analizy 30717 artykułów, znajdując nieścisłości zakwalifikowane jako drobne w blisko połowie, a poważne nieścisłości w 12,9% tekstów.
Zajmuje się ponadto takimi problemami metodologicznymi jak HARKing i P-hacking. Zasiada w redakcjach naukowych takich czasopism jak Psychological Science, Intelligence, Psychological Methods, Journal of Health Psychology, PLOS ONE, oraz Frontiers in Quantitative Psychology and Measurement.